# 丹尼斯·穆勒
丹尼斯·穆勒（英語：Dennis C. Mueller，1941年6月13日—）曾任维也纳大学的经济学教授。其主要学术研究方向为委托-代理问题、企业管理和政治经济学。

## 生平
丹尼斯·穆勒于1966年在普林斯顿大学获得经济学博士学位，其论文为《决定产业研究和发展的因素》。他在美国和德国都享有学术地位，并于1994年成为维也纳大学的教授。2008年，丹尼斯·穆勒成为荣誉教授。
穆勒是公共选择学会、南方经济协会、产业组织协会和欧洲产业经济研究所前会长。其主要研究兴趣在公共选择和产业经济。其中他的主要学术成果在于高级人群信息交易成本优势的使用。政府在真正的拥有者——公民与交税人获得公共利益的名义下进行扩大不效益规模的政府议程。公司管理人员则确保其股东的花费不浪费在没有必要的扩大化和不效益进行公司议程。